# 995 Sternberga
995 Sternberga là một tiểu hành tinh vành đai chính được phát hiện năm 1923 bởi Sergei Belyavsky ở Simeiz Observatory.